# 85 до н. е.

## Події
- Набатеї під проводом Арети ІІІ захоплюють Дамаск.
- Консули Луцій Корнелій Цінна (в 3-й раз) (патрицій) і Гней Папірій Карбон (плебей).
- Перемоги римлян в Малій Азії.
- Битва при Орхомені. Рим і Понтійське царство укладають Дарданський мир. Мітрідат VI Євпатор йде з захоплених територій у Малій Азії, видає полонених, надає кораблі і виплачує контрибуцію.
- Мир між Вірменією та Парфією. Тигран II захоплює раніше втрачені землі і північно-західні області Парфії. У залежність від нього потрапляє Атропатена.

## Народились
- Атія Бальба Цезонія — племінниця Юлія Цезаря, мати імператора Октавіана Августа.
- Марк Юній Брут — римський політичний діяч, сенатор, претор 44 року до н. е.

## Померли
- Гай Юлій Цезар Старший — римський сенатор, квестор, претор, намісник провінції Азія (91 до н. е.), батько Юлія Цезаря.
- Луцій Валерій Флакк — політичний та військовий діяч Римської республіки.